# Посельский, Сергей Николаевич
Посельский, Сергей Николаевич  (род. 5 февраля 1979) — российский театральный режиссёр, актёр, ведущий.

## Биография
Родился 5 февраля 1979 года в Одессе.
Окончил с красными дипломами режиссёрский факультет РАТИ (ГИТИС), мастерская С. А. Голомазова и магистратуру РАТИ (ГИТИС) по квалификации «Режиссура».
Сотрудничал с Московским академическим театром им. Вл. Маяковского, Театром на Малой Бронной, Московским театром "На Покровке", Центром драматургии и режиссуры, Московским губернским театром п/р Сергея Безрукова и пр.
Преподаёт мастерство актёра на актёрском факультете РАТИ-ГИТИС (мастерская Б.А.Морозова, мастерская Н.Е.Лазарева; ранее - В.В.Клементьева при МХАТе им. Горького, мастерская Б.Г.Плотникова, мастерская П.О.Хомского и С.А.Голомазова).

## Постановки
- «Моцарт и Сальери. Театральные пародии» (Учебный театр ГИТИС), 2003;
- Ж.-Б. Мольер «Тартюф» (Учебный театр ГИТИС), 2006;
- Е.Шварц. «Золушка» (Московский областной драматический театр им. А. Н. Островского Архивная копия от 18 августа 2010 на Wayback Machine) 2006;
- Ж.-Б. Мольер «Тартюф» (филиал, Московский академический театр им. Вл. Маяковского) 2007;
- Нил Саймон «Развод по-мужски» (Театр имени Маяковского) 2008;
- А. Н. Островский «Бешеные деньги» (Московский театр «На Покровке») 2008;
- Ф. Озон «8 женщин» (ТД «Миллениум» Архивная копия от 15 января 2011 на Wayback Machine) 2008;
- К. С. Льюис «Принц Каспиан» (Московский драматический театр на Малой Бронной) 2009;
- Л. Н. Толстой «Война и мир. Княжна Марья» (Московский театр «На Покровке» Архивная копия от 20 февраля 2010 на Wayback Machine) 2010;
- А. Галич, К. Исаев «Вас вызывает Таймыр» (театральная студия «Инклюзив» на базе МГГЭУ) 2017; (Премьера: 03.06.2017)
- И. А. Тургенев «Невинные игры» по пьесе «Где тонко, там и рвётся» (ГИТИС) 2018;
- А. А. Милн «Романтический возраст» (Учебный театр ГИТИС) 2019;
- Р. Тома «Восемь женщин» (Учебный театр ГИТИС) 2020;
- Ж.-Б. Мольер «М.И.З.А.Н.Т.Р.О.П. (отмена «Тартюфа»)» (Учебный театр ГИТИС) 2022;
- А. Галич, К. Исаев «Вас вызывает Таймыр» (Учебный театр ГИТИС) 2023;
- П. Куилтер «Несравненная!» (Учебный театр ГИТИС) 2024.

## Достижения
- Второе место конкурса артистов эстрады им. Б. Брунова (за спектакль «Моцарт и Сальери»)
- Диплом театрального фестиваля «Золотой витязь» (Москва) (за спектакль «Моцарт и Сальери»)
- Диплом театрального фестиваля «Золотой витязь» (Москва) (за спектакль «Княжна Марья»)
- Лауреат VI-го международного молодёжного театрального фестиваля «Апарт», г. Санкт-Петербург (спектакль «Княжна Марья»)
- Премия имени Народного Артиста СССР М.И. Царева «За успешное постижение актерской профессии» и премия «Золотой лист» за лучшую женскую роль - Юлиана Сополёва (спектакль «Княжна Марья»)